# Šijanec (priimek)
Šijanec je priimek več znanih Slovencev:
- Anton Šijanec (*1969), evropski in svetovni prvak v raketnem modelarstvu
- Drago Mario Šijanec (1907—1986), skladatelj, violist in dirigent
- Filip Šijanec, skladatelj filmske glasbe
- Fran Šijanec (1901—1964), umetnostni zgodovinar in umetnostni kritik
- Ignacij Šijanec (1874—1911), šolnik in planinec
- Majda Novak Šijanec, prevajalka
- Marjan Šijanec (*1950), skladatelj in dirigent
- Marjana Šijanec Zavrl, gradbenica, strokovnjakinja za toplotno zaščito
- Miroslav Šijanec (1869—1931), pedagoški delavec
- Pavle Šijanec, matematik, pedagog, politik